# Grupo Castillo de Tabernas
Grupo Castillo de Tabernas es una empresa alimentaria de la provincia de Almería, España, dedicada a la producción y comercialización de aceite de oliva, con sede comercial en Almería y olivos en Tabernas. Según sus datos es uno de los principales productores a nivel internacional de aceite de oliva virgen Extra Gourmet, con solo 0,1ª de acidez máxima, que se comercializa en España, resto de Europa y Estados Unidos, y Virgen Extra con acidez máxima inferior a 0,2º. Sus planes de expansión comercial incluyen Japón, China, Brasil o México.
Forman parte del grupo las empresas “I+D Salud”, el “Museo del Aceite de Oliva” y las marcas Aceite de Oliva Virgen Extra Gourmet “Castillo de Tabernas”, “Benjamín”, “Cadete”, Virgen Extra “Indaloliva” y “Oleospa”.

## Historia
La empresa fue fundada por Rafael Úbeda en 1993, cuando comenzó a utilizar grandes extensiones de terreno abandonado en Tabernas para plantar olivos. Crea así la finca denominada Cortijo Olivar del Desierto, con una extensión de 470 hectáreas y 90.000 olivos y provista de sistemas de riego por goteo.
Las características físicas del denominado Desierto de Tabernas, en especial sus altas temperaturas y el gran número de horas de sol, lo hacen adecuado para este tipo de explotación.